# Laūma Dorsa
I Laūma Dorsa sono una struttura geologica della superficie di Venere.